# Francis Lee
Francis Henry Lee (Westhoughton, 1944. április 29. – 2023. október 2.) válogatott angol labdarúgó, csatár. A Bolton Wanderers, a Manchester City és a Derby County játékosa.

## Sikerei, díjai
Egyéni
- Az év játékosa (Manchester City): 1970

Manchester City
- KEK győztes: 1970
- FA-kupa győztes: 1969
- Ligakupa győztes: 1970
- Charity Shield győztes: 1968, 1972
- Első osztály bajnok: 1967–68

Derby County
- Első osztály bajnok: 1974–75
- Charity Shield győztes: 1975

## Fordítás
Ez a szócikk részben vagy egészben  a   Francis Lee című angol Wikipédia-szócikk fordításán alapul.  Az eredeti cikk szerkesztőit annak laptörténete sorolja fel. Ez a jelzés csupán a megfogalmazás eredetét és a szerzői jogokat jelzi, nem szolgál a cikkben szereplő információk forrásmegjelöléseként.